# Лауријано
Лауријано (итал. Lauriano) је насеље у Италији у округу Торино, региону Пијемонт.
Према процени из 2011. у насељу је живело 888 становника. Насеље се налази на надморској висини од 168 м.

## Становништво
Према резултатима пописа становништва 2011. у општини је живело 1.493 становника.
| 1936. | 1951. | 1961. | 1971. | 1981. | 1991. | 2001. | 2011. |
| ----- | ----- | ----- | ----- | ----- | ----- | ----- | ----- |
| 1.400 | 1.340 | 1.190 | 1.150 | 1.175 | 1.316 | 1.398 | 1.493 |